# Д’Аренберг, Луи-Анжельбер
Луи Пьер Анжельбер (Людвиг Энгельберт) Д’Аренберг (фр. Louis-Pierre-Engelbert d'Arenberg; 3 августа 1750, Брюссель — 7 марта 1820, Брюссель), по прозвищу «Слепой герцог» — 6-й герцог д'Аренберг, 12-й герцог д'Арсхот, князь Священной Римской империи, государственный деятель Австрийских Нидерландов.

## Биография
Сын герцога Шарля-Мари-Раймона д’Аренберга и Луизы-Маргарита де Ламарк.
По примеру своих предков поступил на военную службу, но в возрасте 24 лет был вынужден её покинуть из-за несчастного случая, произошедшего на охоте в парке Ангьена. Один из приятелей Аренберга случайно выстрелил ему в лицо, из-за чего тот потерял зрение.
15 апреля 1779 герцог был назначен великим бальи Эно, на место своего отца. Во избежание каких-либо неожиданностей императрица распорядилась, чтобы акты, исходившие от Аренберга, были контрасигнованы секретарём, принёсшим присягу президенту её личного совета; как и в случае с двумя его предшественниками, за Луи-Анжельбером было подтверждено право назначения магистратов Монса (11.07.1779).
30 декабря 1782 император Иосиф II наградил герцога орденом Золотого руна.
Административная политика нового монарха подчинялась строгим принципам, и его не устраивало положение, при котором наместник Эно отсутствовал в своей резиденции в Монсе. В декабре 1787, в ходе реформ, уже столкнувшихся со всеобщим недовольством, император приказал графу Траутмансдорфу, своему полномочному министру в Брюсселе, немедленно сделать вакантным великий бальяж Эно. Траутмансдорф передал Аренбергу волю монарха в форме, исключавшей какие-либо возражения.
Через два года все провинции Нидерландов восстали против Иосифа и объявили о его низложении. После этого герцог д’Аренберг покинул Бельгию, но вскоре вернулся, и первое время принимал активное участие в революции. Возвращённый в конце 1789 года Штатами Эно на пост великого бальи провинции, он 2 января 1790 прибыл в Монс для принесения присяги, и был с энтузиазмом встречен населением. 4-го он прибыл в Брюссель, где также удостоился всевозможных почестей: пешие и конные добровольцы сопровождали его при въезде в столицу, а на улицах герцога приветствовали народные толпы.
После изгнания австрийцев Штаты Брабанта заседали постоянно, и Аренберг занял место в этой ассамблее, но образ мыслей, доминировавший там, и непреодолимое влияние адвоката Ван дер Нота, противоречили его взглядам. Как его брат, граф де Ламарк, и зять, герцог д’Юрсель, он придерживался демократической позиции адвоката Вонка.
11 января герцог вступил в присягу лучников Святого Себастьяна, которая выбрала графа де Ламарка своим шефом-дуайеном. Сам Луи-Анжельбер был избран шефом-дуайеном великой присяги. Церемония введения в это достоинство состоялась 10 февраля, и была отмечена нашумевшим инцидентом. Прибыв к Дому Короля (Broothuys) на Гран-Плас во главе всех пяти присяг, он принял почётное вино и выслушал комплимент в свою честь, закончившийся следующими словами:

Если враги наших Соединенных провинций осмелятся оспорить наши права.., месье! Победа с нами, гарантия вашего патриотизма, это героическая кровь, которую блестящие предки передали вам, наше мужество, наше добровольное стремление к объединению и наш военный клич: Vive Arenberg!— Gachard L.-P. Arenberg (Louis-Engelbert, duc d'), col. 428
Затем ему зачитали формулу клятвы, которую следовало принести. Услышав, что речь идёт о признании суверенитета Штатов Брабанта и принесении им присяги, Аренберг отказался это сделать. Через два дня он написал комиссару великой присяги и шефам-дуайенам других, объяснив, что своими действиями стремится сохранить привилегии и защитить прерогативы, вольности и иммунитеты городских присяг.
Через несколько дней герцог собрал на банкет всех шефов-дуайенов и дуайенов присяг, и всех офицеров добровольческих рот; столы были накрыты на 240 приборов. На этом пиру поднимали тосты за демократическую партию и её лидеров, а сам герцог провозгласил верховенство нации над сословиями. Фанатичные приверженцы Ван дер Нота были этим крайне недовольны, и ещё больший гнев вызвало обращение патриотического общества с требованием узнать мнение народа о форме правления. Несмотря на то, что герцог не подписал этот документ, Ван дер Нот включил его в число авторов, направив против Аренберга ярость народа.
После трёхдневного погрома, устроенного революционерами в Брюсселе (16—18.03.1790), герцог, разочарованный тем, что революция, вместо установления господства права и свободы, сводится к актам возмутительного насилия, уехал в свой замок Ангьен в Эно, перестав заниматься политикой. Он крайне редко появлялся в Брюсселе, где оказывался под наблюдением. Ещё до восстановления австрийской власти герцог уехал в Италию. Будучи в Риме, он при посредничестве кардинала фон Херцана примирился с императором Леопольдом II, который предложил вернуть ему должность великого бальи. Герцог отказался, сославшись на то, что слепота создаёт ему большие препятствия.
Во время первой французской оккупации Бельгии, осуществлённой генералом Дюмурье, гражданам предложили собраться в городах для выборов новой администрации. В Брюсселе такое собрание состоялось 18 ноября 1792 в церкви Святой Гудулы, где народная ассамблея избрала 24 временных представителей от города; герцог д’Аренберг был 20-м в списке, а герцог д’Юрсель — 24-м. Последний участвовал в заседаниях в городском дворце, но Аренберг отказался, по его словам, «из-за своего положения, а особенно из-за слепоты». В 1794 году, после второй французской оккупации, он уехал в Германию.
Люневильский мир 1801 года передал республике суверенитет и собственность над всеми землями и доменами по левому берегу Рейна, лишив Аренберга герцогства, графств Керпен и Кассельбург, сеньории Флёринген, баронии Коммерн и сеньории Арзем, сеньорий Сассенбург и Шлейден на Эйселе, и нескольких других земель.
25 февраля 1803 Регенсбургский рейхстаг, во исполнение 7-й статьи трактата, в ходе германской медиатизации передал герцогу в качестве возмещения графство Реклингхаузен, ранее являвшееся частью Кёльнского курфюршества, и бальяж Меппен, принадлежавший бывшему епископству Мюнстерскому. Две эти области, с населением около 70 тыс. душ, сформировали новое герцогство Аренберг, медиатизированное по окончании Наполеоновских войн. В 1815 году бальяж Меппен перешёл под суверенитет короля Ганновера, а графство Реклингхаузен — короля Пруссии.
Земли герцога д’Аренберга во Франции и Бельгии были секвестрированы в 1794 году. По условиям Кампо-Формийского и Люневильского договоров, бельгийские владения должны были быть возвращены без всяких условий, но режим Консульства не хотел, чтобы землями на его территории владел принц-иностранец. Аренберг стоял перед выбором: он мог либо продать эти земли в течение двух лет, либо оставить своим малолетним сыновьям. Луи-Анжельбер предпочёл разделить дом Аренбергов на две ветви, в сентябре 1803 передав германские владения со всеми политическими правами члена Империи своему старшему сыну, а сам с младшими уехал во Францию. Постановлением правительства республики от 6 брюмера XII года (29.10.1803) секвестр с его земель был снят, но за уже отчуждённые владения компенсации не полагалось. Также Аренберг должен был отказаться от герцогского титула.
Наполеон, став императором, 20 мая 1806 назначил Аренберга сенатором, возвёл его в графы империи (26.04.1808), сделал рыцарем, затем офицером Почётного легиона, и великим офицером ордена Воссоединения.
После событий 1814 года он вернулся в Бельгию; 23 сентября того года он принимал в своём замке Хеверле суверенного принца Нидерландов Вильгельма Оранского, который впервые посещал Лувен. В это же время с согласия сына он вернулся во владение герцогством Аренберг.
Умер в Брюсселе в 1820 году. По свидетельству современников, он с необыкновенной ловкостью заставлял другие чувства служить заменой тому, которое утратил в молодости.

## Семья
Жена (19.01.1773, Париж): Полина-Луиза-Антуанетта-Кандида де Бранка (23.11.1755, Париж — 10.08.1812, Париж), дочь Луи-Леона де Бранка-Виллара, герцога де Лораге и Виллара, и Элизабет-Полины де Ганд-Вилен, принцессы д’Изенгьен и де Мамин
Дети:
- Полина Шварценберг (2.09.1774, Брюссель — 1.07.1810, Париж). Муж (25.05.1794, Хеверле): князь Йозеф II фон Шварценберг (1769—1833)
- Луи-Анжельбер д’Аренберг (19—21.08.1777, Брюссель)
- герцог Проспер-Луи д’Аренберг (28.04.1785—27.02.1861). Жена 1) (1808, развод 1816): Стефани Таше де Лапажери (1788—1832), дочь Робера Таше, барона де Лапажери, и Жанны Леру де Шапель; 2 (1819): принцесса Мария Людмила фон Лобковиц (1798—1868), дочь князя Марии Антона Исидора фон Лобковица и графини Сидонии Кински фон Вшиниц унд Теттау
- Филемон-Поль-Мари д’Аренберг (10.01.1788, Брюссель — 22.01.1844, Рим), каноник в Намюре
- герцог Пьер д’Алькантара Шарль-Мари д’Аренберг (2.10.1790—27.09.1877). Жена 1) (1829): Аликс де Талейран-Перигор (1808—1842), дочь Огюстена-Шарля де Талейран-Перигора, принца де Шале, и Мари-Николетты-Апполины де Шуазёль-Прален; 2) (1860): княгиня Каролина фон Кауниц-Ритберг (1801—1875), дочь князя Алоиса Венцеля фон Кауница унд Ритберга[нем.] и Франциски Ксаверии Унгнад фон Вейсенвольф
- Филипп-Жозеф д’Аренберг (3.10.1794, Вена — 7.03.1815, Вена)